# Paul Bona
Paul Bona (ur. 1 stycznia 1895 w Berlinie, zm. 6 czerwca 1917 w okolicach Allemont we Francji) – as lotnictwa niemieckiego Luftstreitkräfte z 6 potwierdzonymi zwycięstwami w I wojnie światowej.

## Życiorys
Od grudnia 1916 roku służył w Jagdstaffel 1. Po odniesieniu swojego pierwszego potwierdzonego zwycięstwa 26 grudnia nad samolotem F.E.2b, 27 grudnia został zestrzelony przez pilotów z 11 eskadry RAF. Po okresie leczenia, na początku lutego 1917 roku powrócił do jednostki i już 2 lutego odniósł kolejne zwycięstwo powietrzne, ponownie nad samolotem F.E.2b z 23 eskadry. Ostatnie, 6. potwierdzone zwycięstwo odniósł nad samolotem Morane Parasol 5 maja. W dniu następnym zginął w walce powietrznej nad Allemont nad terytorium Francji. W czasie ataku na samolot wroga odpadło skrzydło z jego samolotu. Został pochowany w Berlinie.